# Martin Mikovič
Martin Mikovič (* 12. září 1990, Trnava, Československo) je slovenský fotbalový záložník, od března 2017 hráč klubu Bruk-Bet Termalica Nieciecza.

## Klubová kariéra
Mikovič je odchovancem slovenského klubu FC Spartak Trnava, hrál zde již od přípravky. Do A-týmu se dostal v dubnu 2010, a postupem času se stal kapitánem mužstva.
S Trnavou se představil v Evropské lize UEFA 2012/13, kde vstřelil vítězný gól v utkání třetího předkola na půdě rumunského favorizovaného celku FC Steaua București (výhra 1:0). Nicméně domácí odvetu Spartak prohrál 0:3 a do 4. předkola tak postoupil soupeř.

V odvetě třetího předkola Evropské ligy UEFA 2014/15 proti skotskému klubu St. Johnstone FC vyrovnával deset minut před koncem na konečných 1:1, remíza zajistila Trnavě postup do 4. předkola proti švýcarskému klubu FC Zürich.
V březnu 2017 se poprvé vydal za zahraničním angažmá, dohodl se na smlouvě s polským prvoligovým klubem Bruk-Bet Termalica Nieciecza, kde se jeho novými spoluhráči stali krajané Samuel Štefánik, Roman Gergel, Patrik Mišák, Dalibor Pleva a Dávid Guba.

## Reprezentační kariéra
Martin Mikovič působil ve slovenské mládežnické reprezentaci U21. Ve výběru vedeném trenérem Ivanem Galádem se zúčastnil kvalifikace na Mistrovství Evropy hráčů do 21 let 2013 v Izraeli, ve které se Slovensko probojovalo do baráže proti Nizozemsku. Mikovič nastoupil v obou zápasech, které skončily shodnými prohrami slovenského týmu 0:2.